# Ninjas in Pyjamas
Ninjas in Pyjamas (NiP) er en svensk professionel E-sport organisation, der har (haft) hold eller spillere i spillet Counter-Strike, Warcraft III, og Quake, og siden 10. august 2012 har et hold i Counter-Strike: Global Offensive (CS:GO). Den 22. maj 2013 meddelte Ninjas in Pyjamas, at de har ansat et hold i spillet League of Legends.